# Tetracanthella hystrix
Tetracanthella hystrix är en urinsektsart som beskrevs av Cassagnau 1959. Tetracanthella hystrix ingår i släktet Tetracanthella och familjen Isotomidae. Inga underarter finns listade i Catalogue of Life.